# Duane Tatro
Duane L. Tatro (* 18. Mai 1927 in Van Nuys, Kalifornien; † 9. August 2020 in Bell Canyon, Kalifornien) war ein US-amerikanischer Musiker und Komponist im Bereich des Jazz und der Filmmusik.

## Leben und Wirken
Tatro wuchs in Iowa auf, wohin seine Familie zog, als er ein Jahr alt war. Begeistert von den Swing-Bigbands lernte er zunächst Klarinette, bevor er zum Tenorsaxophon wechselte. Nach der Rückkehr seiner Familie nach Los Angeles spielte er als professioneller Musiker während des Zweiten Weltkriegs in der USO-Truppenbetreuung; bereits mit 15 Jahren wurde er Mitglied der Musikergewerkschaft. Er spielte dann in der Begleitband von Mel Tormé, mit 16 Jahren bei Stan Kenton, mit der er im Raum Los Angeles auftrat. Als Kenton mit seiner Band nach New York wechselte, blieb er in Kalifornien und holte seinen Highschool-Abschluss nach; in dieser Zeit spielte er in Tanzbands. Noch kurz vor Kriegsende wurde er zum Militärdienst bei der US-Marine eingezogen, den er als Musiker in der Great Lakes Naval Station absolvierte. Dort lernte er Musiker wie Artie Shaw kennen.
Tatro begann sich fortan mit Komposition und Arrangement zu beschäftigen; nach seiner Entlassung aus der Marine spielte er bei Joe Venuti und Dick Pierce und studierte daneben Musik an der University of Southern California. Daran schloss sich ein zweieinhalbjähriger Aufenthalt in Paris an, wo er an der École Normale de Musique studierte, Komposition bei Darius Milhaud und Arthur Honegger, Kontrapunkt bei Andrée Vaurabourg und Orchesterleitung bei Jean Fournier. Während seines Aufenthalts in Frankreich gründete er eine Jazzband, die auch gastierende Musiker wie Rex Stewart und Roy Eldridge begleitete. 1951 kehrte Tatro in die Vereinigten Staaten zurück, wo er sein Studium fortsetzte und daneben in einer Elektronikfirma arbeitete. 1953 erhielt er von Lester Koenig das Angebot, vier Kompositionen für Contemporary Records mit Musikern des West Coast Jazz aufzunehmen. Die Aufnahmen entstanden im September 1954 und April 1955, weitere drei Titel wurden noch im November 1955 eingespielt. Seine Jazzkompositionen wie Maybe Next Year wurden auch von Art Pepper und Red Norvo aufgenommen.
Im Hauptberuf schrieb Tarto ab den 1960er-Jahren Musik für Film und Fernsehen, darunter für bekannte TV-Serien wie Invasion von der Wega, FBI, M*A*S*H, Hawaii Fünf-Null, Die Straßen von San Francisco, Cannon, Love Boat, Kobra, übernehmen Sie, Der Denver-Clan, Die Colbys – Das Imperium, Hotel und Barnaby Jones. Erst mit seinem Teilruhestand ab Mitte der 1990er-Jahre setzte er seine Tätigkeit als Komponist klassischer Musik fort.
Lawrence Kart zählt Tatro mit seiner Komposition Minor Incident (1955) zum Kreis von Komponisten wie George Russell, John Carisi, Gil Mellé, Teddy Charles, Jimmy Giuffre, Teo Macero und Charles Mingus, die zu den Experimentatoren der Jazzavantgarde in den 1950er-Jahren gehörten.
Seine Filmmusiken waren häufig dissonant und basierten auf der Zwölftonmusik.
Tatro starb im Alter von 93 Jahren. Er war Vater dreier Kinder und hinterließ zudem seine Ehefrau, mit der er 56 Jahre verheiratet war.

## Diskographische Hinweise
- Jazz for Moderns (Contemporary, 1954), mit Stu Williamson, Bob Enevoldsen, Lennie Niehaus, Bill Holman, Jimmy Giuffre, Ralph Peña, Shelly Manne